# Margot Vos
Margot (Grietje) Vos (Nieuw Amsterdam, 10 november 1891 – Winterswijk,  1 december 1985) was een Nederlands socialistisch dichteres. Zij was de dochter van Hinderikus Vos, hoofdonderwijzer, en Hendrika Christina Eggink, onderwijzeres.

## Biografie
Vos was het derde kind in een gezin van tien kinderen. Het zesde kind, Maria Wilhelmina, maakte als Marie W. Vos naam als dichteres. Hun jongere broer Hein Vos werd ingenieur en kreeg bekendheid als sociaaldemocratisch econoom en politicus. In 1896 verhuisde het gezin Vos naar Tijnje, waar de ouders van Margot les gingen geven aan de openbare lagere school. Later ging Margot Vos ook de opleiding voor onderwijzeres volgen, in 1910 behaalde zij de akte in Leeuwarden en verloofde zich met Jan Hilvers. Na hun huwelijk in 1916 woonde het echtpaar Hilvers-Vos in Sloten, Leeuwarden, Erica en (van 1921 tot 1935) in Hengelo.
Daarna ging zij schrijven en de verschijning van haar eerste gedichtenbundel, De nieuwe lent (1923), werd een groot succes. Haar volgende bundel De dienende maagd (1924), verhoogde haar populariteit. Feller van toon was de bundel Vlammende verten (1927). De bundels Intermezzo (1925), De lichte uren (1928) en De windharp (1932) bevatten natuurlyriek. Bovendien schreef zij naast spreekkoren voor de Bond van Sociaal-Democratische Vrouwenclubs en de AJC: Weest bereid (1930) en De oordeelsdag (1932).
Op het Paascongres in 1932 vond een scheuring plaats in de SDAP en ontstond de linksere Onafhankelijke Socialistische Partij (OSP). Margot Vos en haar man bedankten als lid van de SDAP en traden toe tot de OSP, die zij reeds na twee jaar weer verlieten. In 1935 verhuisde het echtpaar Hilvers naar Schoorl. Samen met Richard Roland Holst, Van der Goes, Maurits Dekker en anderen nam ze plaats in het comité van aanbeveling van het Ernst Eckstein Comité Holland, dat Duitse antifascisten steunde. In verband met de oorlogsdreiging werd het huis van het gezin Hilvers in Schoorl gevorderd en zij verhuisden toen naar Lochem.
Tijdens de oorlog zat de kunstenares Fré Cohen twee weken bij de familie Hilvers-Vos ondergedoken, schuin tegenover een school waar Duitse soldaten gelegerd waren. Fré Cohen had zich diverse keren door gedichten van Vos laten inspireren, onder meer voor illustraties bij het titelgedicht van De nieuwe lent voor het AJC-blad Opgang (1924), bij een lang gedicht voor een jubileumnummer van De Proletarische Vrouw (1930) en bij een gedicht voor het jubileumnummer van De Transportarbeider (1938). Na de Tweede Wereldoorlog publiceerde Margot Vos nog weinig. In 1947 berichtte uitgeverij Querido haar dat alle bundels waren uitverkocht. In 1952 schreef zij het gedicht Auschwitz voor het Comité Auschwitz Herdenking en in 1954 een zangspel Zonnekinderen. Na de dood van haar man op 16 oktober 1956 hield zij op met schrijven.

## Persoonlijk
Op 7 april 1916 trad Vos in het huwelijk met Jan Hilvers, onderwijzer, later directeur van de Arbeidsbeurs in Hengelo, met wie zij een dochter kreeg. In het kader van 'Gedicht op de Muur' georganiseerd door Hengelo Leest werd op zaterdag 29 oktober 2022 in Hengelo aan de Beekstraat haar muurgedicht Aprilregen onthuld.  

## Bron
- Internationaal Instituut voor Sociale Geschiedenis

## Archief
- Collectie Margot Vos in Nederlands Letterkundig Museum en Documentatiecentrum (Den Haag).

## Publicaties buiten de reeds genoemden
Bijdragen in: Van vijf moderne dichters (Amsterdam 1922):
- Meiregen. Een bundel kinderverzen (Amsterdam 1927; met illustraties van Raoul Hynckes);

Bijdragen in: Tijdsignalen. Bloemlezing uit moderne revolutionaire poëzie (Amsterdam 1930):
- De poort (z.pl. z.j.; spreekkoor);
- De Opstandige Jeugd en de Daad op de Zeven Provinciën (z.pl. z.j.; spreekkoor);
- Herinneringen aan den dichter C.S. Adama van Scheltema in: Geschenk 1933 (z.pl. 1933) 137-143;

Daarnaast publicaties in onder meer: Het Jonge Volk, Opgang, De Sociaal-Democraat, Links Richten, Het Volksblad, De Nieuwe Tijd, De Fakkel, Leven en Werken, De Vrouw en Haar Huis, De Amsterdammer, De Ploeg, De Roode Wekker, De Stukadoor, De Metaalbewerker, De Mijnwerker, Vrede.